# 徐陵
徐陵（507年—583年），字孝穆。祖籍東海郯（今山東郯城）。南北朝时期南朝文学家、政治家。其仕宦生涯从梁武帝末年直至陈后主即位，历仕九朝。祖父徐超之，南朝齐鬱林太守。

## 生平
徐陵郡望东海郯城，早年以詩文聞名，“八歲能屬文，十二通老莊。及長，博涉史籍，縱橫有口辯”，寶誌禪師摸他的頭說：“天上石麒麟也。”與庾信齊名，號徐庾體，與其父徐摛皆顯貴。
梁簡文帝蕭綱為太子時，任東宮學士。歷任尚書度支郎等職。
梁武帝太清二年（548年），出使东魏。巧妙地应对了东魏一方前来接待的魏收的言辞挑衅。徐陵尚未归朝，南梁便爆发了侯景之乱，因而滞留东魏。
梁元帝承圣三年（555年），南朝梁国都江陵被北周攻破，梁元帝遇弑，北齐于是派遣貞陽侯蕭淵明归国继承帝位，徐陵也得以跟从队伍归朝。徐陵回归后得到太尉王僧辩的赏识，被举为尚書吏部郎，掌管诏命的撰写。
随后的政治斗争中，陈武帝诛杀了王僧辩，僧辩旧部任约趁虚偷袭陈国首都建康，徐陵为了报答王僧辩的恩情，参与了任约的计划。失败后，陈武帝释放了徐陵，并不加追责。
陈文帝天嘉六年（565年），安成王陈頊及其部下鮑僧叡依仗权势，压制言论，徐陵听闻后，威严地在朝堂上对陈顼加以弹劾。并令殿中御史扶着他退下殿上，免去了其侍中、中书监的官职。
天康元年（566年），徐陵被任免为吏部尚书，主管人事。徐陵针对当时求官、买官严重的情况加以治理，制止了侯景之乱以后出现的冗官现象。
陈废帝时期，徐陵参与了顾命大臣陈顼的篡位计划，事成之后，受封建昌縣侯。
太建三年（571年），拜为尚书左仆射。陈宣帝准备北伐，徐陵力排众议推荐了吴明徹为北伐軍統帥，從北齊王朝手中奪取徐泗之地。但隨後數年時間，北週滅北齊，北週武帝奪取淮北，吳明徹被圍投降，致使北伐取得的土地得而復失。
陈后主即位时，迁左光禄大夫、太子少傅，馀如故。
至德元年（583年），徐陵去世，享年七十七岁。徐陵擅长宫体诗，诗风绮丽。曾編撰《玉台新詠》（十卷）並作序；共收汉至梁代共690首诗，是一部漢代至蕭梁時期的詩歌總集。或云該集為陳後主寵妃張麗華編撰，但並無任何證據。另有明朝人輯錄《徐陵集》，今存六卷。

## 家族

### 子
- 徐儉，梁元帝召为学士、尚书金部郎中、东太子洗马、东从事中郎、兼侍中中书郎、给事黄门侍郎、尚书左丞、戎昭将军、晋熙王长史、建昌侯
- 徐份
- 徐儀
- 徐僔

### 孙
- 徐德言
- 徐法言，徐俭子，陈秘书郎、太子舍人、太子洗马、中舍人、司徒左西掾镇卫、仪同、鄱阳王从事中书郎，隋益州总管参军事、蜀王扬府司水参军，唐陕东道行台百工监

### 曾孙
- 徐翁归，徐法言子，隋吴郡司户书佐

### 玄孙
- 徐澄，徐翁归子，武骑尉

## 延伸阅读
[在维基数据编辑]
 在维基文库阅读此作者作品
 《陳書/卷26》，出自姚思廉《陳書》